# Cis tasmanicus
Cis tasmanicus es una especie de coleóptero de la familia Ciidae.

## Distribución geográfica
Habita en Tasmania (Australia).